# Marshevet Hooker
Marshevet Dante Hooker-Myers, ameriška atletinja, * 25. september 1984, Dallas, ZDA.
Nastopila je na poletnih olimpijskih igrah leta 2008, kjer je osvojila peto mesto v teku na 200 m. Na svetovnih prvenstvih je osvojila naslov prvakinje v štafeti 4x100 m leta 2011.